# Angles-sur-l'Anglin
Angles-sur-l'Anglin is een gemeente in het Franse departement Vienne (regio Nouvelle-Aquitaine) en telt 365 inwoners (1999). De plaats maakt deel uit van het arrondissement Montmorillon. Angles-sur-l'Anglin is lid van Les Plus Beaux Villages de France.

## Geografie
De oppervlakte van Angles-sur-l'Anglin bedraagt 14,6 km², de bevolkingsdichtheid is 25,0 inwoners per km².

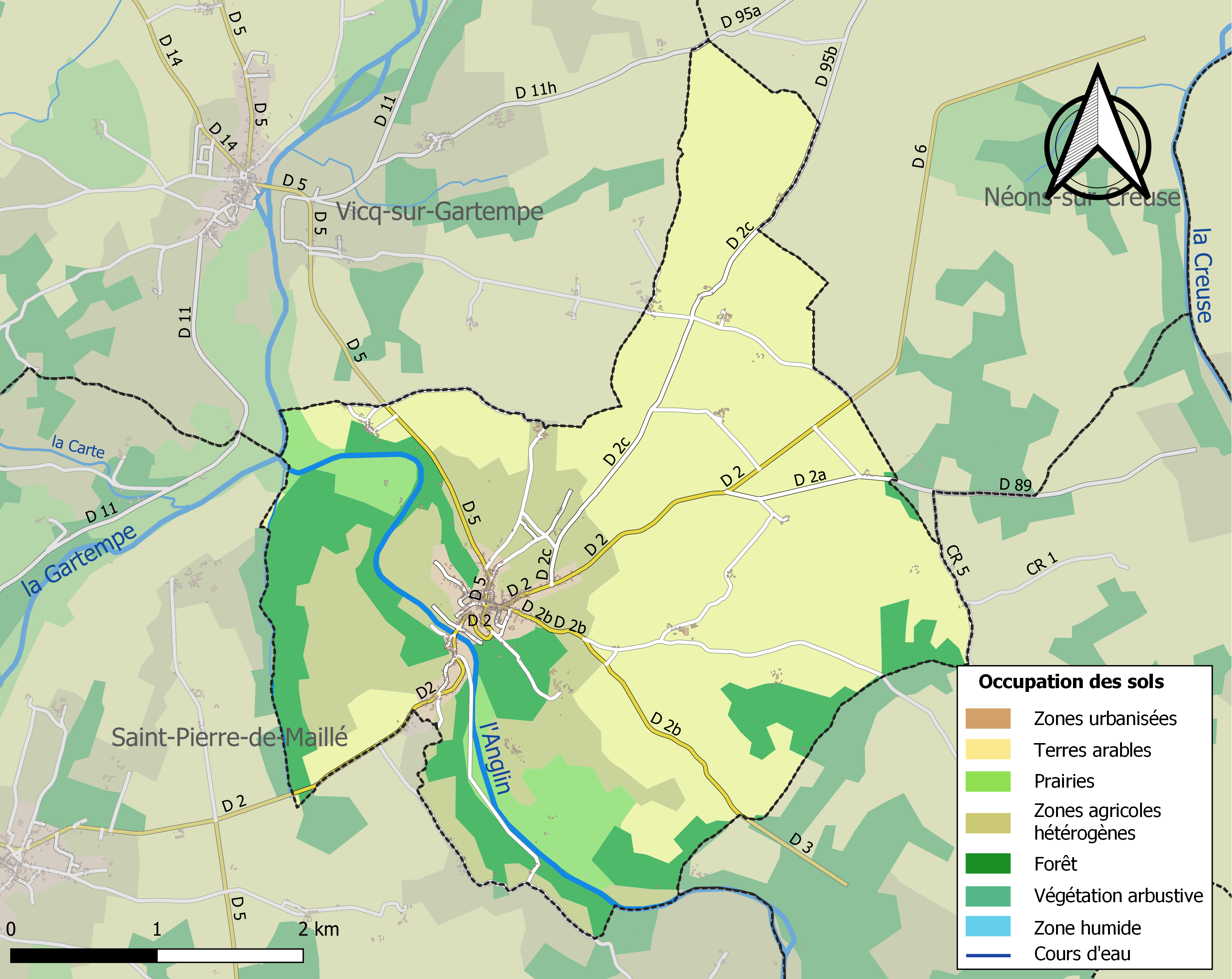
Kaart van de gemeente met de belangrijkste infrastructuur, bodemgebruik en omliggende gemeenten

## Demografie
Onderstaande figuur toont het verloop van het inwonertal (bron: INSEE-tellingen).

## Geboren
- Jean Balue (1421-1491), kardinaal